# François Andrieux
François Jean Stanislas Andrieux, född 6 maj 1759 och död 10 maj 1833, var en fransk diktare.
Andrieux blev professor i litteratur vid École polytechnique 1804, senare vid Collège de France, var sekreterare vid franska akademin från 1819 till sin död. Helt och hållet 1700-talsmänniska i Voltaires anda, bekämpade han den romantiska skolan och kritiserade i sina föreläsningar bland annat dess beundran för Shakespeare. Bland hans diktverk märks lustspel som Les étourdis, ou le mort supposé och eleganta versberättelser som Le meunier de Sans-Souci, La promenade de Fénelon, Le procès du sénat de Capoue. 1818-23 utgav Andrieux i fyra band sina Oeuvres.